# 伊斯頓 (康乃狄克州)
伊斯頓（英語：Easton）是一個位於美國康乃狄克州費爾菲爾德縣的城鎮。

## 地理
伊斯頓的座標為41°15′57″N 73°18′03″W / 41.26583°N 73.30083°W，而該地的平均海拔高度為92米（即301英尺）。

## 人口
根據2010年美國人口普查的數據，伊斯頓的面積為74.10平方千米，當中陸地面積為73.00平方千米，而水域面積為1.10平方千米。當地共有人口7490人，而人口密度為每平方千米101人。